# El Aserrín
El Aserrín är en ort i Mexiko.   Den ligger i kommunen Amealco de Bonfil och delstaten Querétaro Arteaga, i den sydöstra delen av landet, 150 km nordväst om huvudstaden Mexico City. El Aserrín ligger 2 411 meter över havet och antalet invånare är 269.
Terrängen runt El Aserrín är huvudsakligen kuperad, men österut är den platt. Runt El Aserrín är det ganska tätbefolkat, med 78 invånare per kvadratkilometer. Närmaste större samhälle är Huimilpan, 9,8 km nordväst om El Aserrín. I omgivningarna runt El Aserrín växer huvudsakligen savannskog.